# Військова стратегія
Страте́гія (дав.-гр. στρατηγία — стратегіа — «мистецтво полководця») — мистецтво підготовки і ведення війни та великих військових операцій. Наука про ведення війни — вища військова наука.
Охоплює питання теорії і практики підготовки до війни, її планування і ведення, досліджує закономірності війни, складова частина військової справи.
Стратегія — це спосіб досягнення перемоги у війні за допомогою цілепокладання, загального плану і систематичного впровадження заходів протидії супротивникові з урахуванням постійної зміни бойового простору.
Стратегія включає мистецтво комбінувати підготовку до війни і послідовні операції військ для досягнення мети війни. Стратегія вирішує питання, пов'язані з використанням для перемоги над ворогом як озброєних сил, так і всіх ресурсів країни.
У деяких іноземних державах розділяють велику стратегію (стратегія війни в цілому) і малу стратегію (питання планування, підготовки і ведення операцій всіх видів різного масштабу). Поняття «мала стратегія» можна зіставити з «оперативним мистецтвом».